# Corum
Corum Jhaelen Irsei es el nombre de un héroe de fantasía heroica en una serie de libros escritos por el escritor británico Michael Moorcock, serie conocida como El campeón eterno (The Eternal Champion en inglés).
El protagonista de la serie es el propio Príncipe Corum Jhaelen Irsei, perteneciente a la raza de los Vadhagh, eternos enemigos de la raza Nhadragh, quien será sucesivamente conocido como El Príncipe de la túnica escarlata, y El Príncipe de la mano de plata. Asimismo, es una de las numerosas encarnaciones del héroe atemporal conocido como El Campeón eterno, destinado a luchar sin descanso y no conocer más que el sufrimiento y la pérdida, al igual que las otras manifestaciones del Campeón Eterno (Elric de Melniboné, Erekosë, Dorian Hawkmoon, Ulrich Von Bek, Earl Aubec, Karl Grogauer, Jerry Cornellius, etc.) 

## Novelas de Corum
Corum es el protagonista de las siguientes novelas de Michael Moorcock:
- El caballero de las espadas (Corum: The Knight of the Swords) (1971)
- La reina de las espadas (Corum: The Queen of the Swords) (1971)
- El rey de las espadas (Corum: The King of the Swords) (1971)
- El toro y la lanza (The Prince with the Silver Hand: The Bull and the Spear) (1973)
- El roble y el carnero (The Prince with the Silver Hand: The Oak and the Ram) (1973)
- La espada y el corcel (The Prince with the Silver Hand: The Sword and the Stallion) (1974)

En Estados Unidos, el título principal de las tres primeras novelas, aquellas empezando por Corum, fue reemplazado por The Swords Trilogy mientras que el título principal de las tres siguientes (The Prince with the Silver Hand) fue reemplazado por The Chronicles of Corum.
La primera trilogía ha sido publicada varias veces en castellano, por las siguientes editoriales: Francisco Arellano (Colección Delirio), Miraguano Ediciones (Colección Futurópolis), Círculo de lectores (En edición integral) y Marlow (En edición integral). La segunda ha sido publicada en una única ocasión, por la editorial Martínez Roca (Colección Fantasy).